# Solidago mollis
Espèce
Solidago mollis est une espèce de plantes à fleurs de la famille des Astéracées, originaire d'Amérique du Nord.